# Iranotherium
Genre
Espèce
Iranotherium  est un genre de rhinocéros éteint ayant vécu au Miocène supérieur, il y a 10 à 7 millions d'années appartenant à la sous-famille disparue des Elasmotheriinae. Une seule espèce est connue, Iranotherium morgani.

## Description

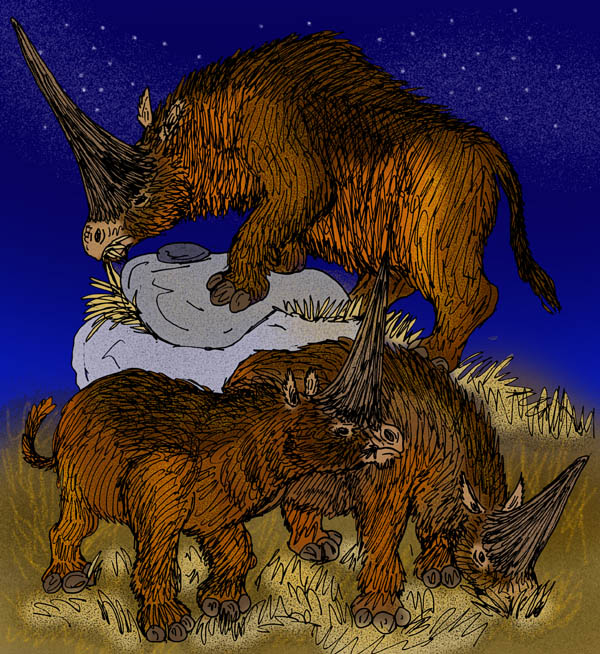
Reconstitution d'un groupe d'Iranotherium morgani.

Cet animal était imposant (de 3 à 5 m de long pour 2 m de haut) et lourd (2 tonnes).

## Étymologie
Son nom veut dire « bête de l'Iran » en référence aux fossiles retrouvés dans ce pays.